# Kratkodlakava popkoresa
Kratkodlakava popkoresa (znanstveno ime Moehringia villosa) je endemična rastlina Baške grape. Leta 1787 jo je prinesel nabiralec Koder botaniku Zoisu, ki jo je spoznal za novo vrsto. Kasneje so ugotovili, da uspeva le v predelu Baške grape do Črne prsti in Porezna. Eno od znanih nahajališčih je v vseku nad cesto približno dva kilometra pod Podbrdom blizu izliva Driselpoha v Bačo.

## Opis
Rastlina zraste do 15 cm, je kratko srhkodlakava, redkeje gola trajnica (gola oblika je M. villosa f. Glabrescens Freyer) iz družine klinčnic.
Nežno steblo je razvejano, listi so suličasti do 20 mm dolgi in 2 mm široki. Cvet je pentametrn premera do 10 mm. Cvetni peclji so do 5 cm dolgi in pokončni. Čašnih listov je 5 in so suličasti, spodnji z debelim kožnatim robom, venčnih listov je 5 in so beli, narobejajčasti, celorobi, topi in četrtino daljši od čaše. Ima 10 prašnikov, plodnica je okroglasta s tremi pokončnimi brazdami. Plod je jajčasta glavica, Semen ima malo, so ledvičasta, rdečerjava do črna.
Cveti od začetka maja do konca julija odvisno od lege. Raste v navpičnem ali previsnem skalovju, kjer se zakorenini v drobnih razpokah na malo preperine. Je izjemno trdoživa, potrebuje skromno vlago in je odporna na velika temperaturna nihanja.

## Razširjenost
Rastlina sodi med slovenske endemite in med evropsko varstveno pomembne rastline. Po do sedaj znanih podatkih raste le v južnih Julijskih Alpah in njihovem prigorju, med Črno prstjo, Poreznom in Rdečim robom. Seznam njenih najdišč je kar širok, vendar je večina v zgornji Baški dolini: v skalovju na Vrhu Bače, nad Kacenpohom, Zapajlikovo grapo, Batavo, Driselpohom, Zakojško grapo, Hudo grapo in nad Koritnico. Znana so še nahajališča v dolini Zadlaščice in nad Tolminko.